# Psychotria fleuryi
Psychotria fleuryi är en måreväxtart som beskrevs av Charles-Joseph Marie Pitard. Psychotria fleuryi ingår i släktet Psychotria och familjen måreväxter. Inga underarter finns listade i Catalogue of Life.